# Chemin du Forgeron
Pour les articles homonymes, voir Rue du Forgeron.
Le chemin du Forgeron (en néerlandais : Smidsweg) est un chemin de la commune bruxelloise de Schaerbeek et qui relie l'allée des Freesias au clos du Chemin Creux (place Bichon).